# 10787 Оттобуркард
10787 Оттобуркард (10787 Ottoburkard) — астероїд головного поясу, відкритий 4 жовтня 1991 року.
Тіссеранів параметр щодо Юпітера — 3,202.